# Championnat de Belgique de football de troisième division 1962-1963
Navigation
saison précédente saison suivante
Le Championnat de Belgique de football Division 3 1962-1963 est la 34e édition du championnat de troisième niveau national de football en Belgique. Il conserve le même format que la saison précédente, à savoir deux séries de 16 équipes, qui se rencontrent deux fois chacune pendant la saison. Les deux champions sont promus en Division 2, tandis que les deux derniers de chaque série sont relégués en Promotion.
Cette saison offre un spectacle différent de la précédente. Le suspense est beaucoup plus présent en raison d'un nombre plus élevé de prétendants au titre. Trois des quatre des équipes promues se mettent en évidence et jouent les premiers rôles (seuls les Limbourgeois d'Houthalen sont en retrait). La lutte pour éviter la descente est aussi l'objet des duels serrés.
Le SV Waregem émerge dans la « série A », devant les promus de Hamme et les Waaslandiens de St-Nicolas qui descendent de D2. Waregem accède pour la première fois de son Histoire à l'antichambre de l'élite. Le club ne connaîtra plus d'autre division que les deux plus hautes durant les 36 saisons suivantes. Il devient dans l'esprit populaire le « Essevé ».
Après six saisons, Boom retrouve la Division 2 en remportant la « série B », de haute lutte devant un trio composé de Wezel Sport, de Montegnée et des promus du Stade Waremme.
Cette compétition est fatale à trois cercles wallons. Arlon, Braine l'Alleud et La Louvière sont renvoyés en Promotion. Pour les Brabançons et les Luxembourgeois, c'est un adieu aux armes. Les « matricule 75 » et « 143 » ne réapparaîtront plus au 3e niveau. Pour les « Loups » commencent une vie erratique, faite de montées et de descentes. Le « matricule 93 » devra attendre 1982 pour passer plus de trois saisons de suite au même niveau.
Le 4e descendant est le Tubantia Borgerhout. Le vénérable « matricule 64 » ne reviendra en D3 que près de 30 ans plus tard, non sans avoir connu deux retours vers les séries provinciales.
À la fin de cette saison, une page importante de l'Histoire du football belge se tourne, quand, exsangue financièrement, le Racing de Bruxelles (6 fois champion national), qui a terminé 5e de la « série A », fusionne avec le White Star (voir plus loin Échange de matricules - Fusion - Changement d'appellation).

## Hiver rigoureux
À l'instar de toutes les autres divisions, cette division est perturbée par l'hiver très rigoureux qui empêche la tenue des compétitions durant l'entièreté des mois de janvier et février 1963.

## Clubs participants
Les dénominations de club sont celles employées à l'époque. Les matricules renseignés en gras existent encore en 2014.

### Série A
| #  | Nom                                       | Mat. | Ville           | Stades            | En D3 depuis    | Total en D3 | Saison précéd.           |
| -- | ----------------------------------------- | ---- | --------------- | ----------------- | --------------- | ----------- | ------------------------ |
| 1  | Royal Racing Club Tournaisien             | 36   | Tournai         | Drève de Maire    | 1962-1963 (1re) | 20 saisons  | Division 2 16e           |
| 2  | Koninklijke Sint-Niklaasse Sport Kring    | 221  | St-Niklaas/Waas | Puyenbeke         | 1962-1963 (1re) | 14 saisons  | Division 2 15e           |
| 3  | Royal Racing Club de Bruxelles            | 6    | Bruxelles       | Heysel            | 1961-1962 (2e)  | 5 saisons   | 8e Série B               |
| 4  | Royal Racing Club de Gand                 | 11   | Gand            | E. Hielstadion    | 1955-1956 (8e)  | 18 saisons  | 12e Série A              |
| 5  | Royal Uccle Sport                         | 15   | Uccle           | rue de Neerstalle | 1958-1959 (5e)  | 6 saisons   | 11e Série B              |
| 6  | Royal Albert Elisabeth Club Mons          | 44   | Mons            | Charles Tondreau  | 1961-1962 (2e)  | 30 saisons  | 14e Série B              |
| 7  | Royal Football Club Renaisien             | 46   | Renaix          | Parc Lagache      | 1959-1960 (4e)  | 14 saisons  | 8e Série A               |
| 8  | Royal Cercle Sportif Brainois             | 75   | Braine-l'Alleud | ??                | 1957-1958 (6e)  | 12 saisons  | 13e Série B              |
| 9  | Royale Association Athlétique Louviéroise | 93   | La Louvière     | ??                | 1954-1955 (9e)  | 22 saisons  | 9e Série B               |
| 10 | Koninklijke Sport Kring Roeselare         | 134  | Roulers         | 't Motje          | 1960-1961 (3e)  | 13 saisons  | 7e Série A               |
| 11 | Koninklijke Sport Vereniging Sottegem     | 225  | Zottegem        | Stedelijke        | 1961-1962 (2e)  | 2 saisons   | 13e Série A              |
| 12 | Koninklijke Football Club Eeklo           | 231  | Eeklo           | ??                | 1956-1957 (7e)  | 9 saisons   | 10e Série A              |
| 13 | Football Club Waaslandia Burcht           | 557  | Burcht          | ??                | 1958-1959 (5e)  | 6 saisons   | 14e Série A              |
| 14 | Sportvereniging Waregem                   | 4451 | Waregem         | Regenboog         | 1954-1955 (9e)  | 13 saisons  | 5e Série A               |
| 15 | Koninklijke Football Club Vigor Hamme     | 211  | Hamme           | Gemeentelijke     | 1962-1963 (1er) | 8 saisons   | Promotion - Série B, 1er |
| 16 | Voetbal Club Zwevegem Sport               | 3521 | Zwevegem        | Gemeentelijke     | 1962-1963 (1er) | 1 saison    | Promotion - Série A, 1er |

#### Localisation Série A
| \| Roulers Zwevegem Waregem Eeklo W. Burcht Sottegem Hamme St-Niklaas RC Gand Renaix RC Tournai La Louvière Mons CS Brainois Racing CB Uccle \| Localisation des clubs engagés en Division 3A 1962-1963 |
| Roulers Zwevegem Waregem Eeklo W. Burcht Sottegem Hamme St-Niklaas RC Gand Renaix RC Tournai La Louvière Mons CS Brainois Racing CB Uccle                                                               |

### Série B
| #  | Nom                                           | Mat. | Ville      | Stades           | En D3 depuis    | Total en D3 | Saison précéd.           |
| -- | --------------------------------------------- | ---- | ---------- | ---------------- | --------------- | ----------- | ------------------------ |
| 1  | Royal Football Club Sérésien                  | 17   | Seraing    | du Pairay        | 1960-1961 (3e)  | 14 saisons  | 2e Série B               |
| 2  | Koninklijke Lyra                              | 52   | Lierre     | Lyrastadion      | 1961-1962 (2e)  | 2 saisons   | 11e Série A              |
| 3  | Koninklijke Tongerse Sport Vereniging Cercle  | 54   | Tongres    | Stedelijke       | 1961-1962 (2e)  | 19 saisons  | 12e Série B              |
| 4  | Koninklijke Boom Football Club                | 58   | Boom       | du Parc communal | 1959-1960 (4e)  | 6 saisons   | 4e Série A               |
| 5  | Koninklijke Tubantia Borgerhout Football Club | 64   | Borgerhout | Rivierenhof      | 1960-1961 (3e)  | 13 saisons  | 9e Série A               |
| 6  | Koninklijke Willebroekse Sportvereniging      | 85   | Willebroek | Henry Pickery    | 1953-1954 (10e) | 23 saisons  | 2e Série A               |
| 7  | Royal Racing Football Club Montegnée          | 77   | Montegnée  | ??               | 1954-1955 (9e)  | 24 saisons  | 4e Série B               |
| 8  | Royal Racing Club Tirlemont                   | 132  | Tirlemont  | Julien Bergé     | 1957-1958 (6e)  | 11 saisons  | 7e Série B               |
| 9  | Royale Jeunesse Arlonaise                     | 143  | Arlon      | Beau Site        | 1956-1957 (7e)  | 25 saisons  | 10e Série B              |
| 10 | Koninklijke Daring Club Leuven                | 223  | Kessel-Lo  | ??               | 1952-1953 (11e) | 25 saisons  | 3e Série B               |
| 11 | Koninklijke Wezel Sport Football Club         | 844  | Wezel      | Balen-Neetlaan   | 1960-1961 (3e)  | 13 saisons  | 3e Série A               |
| 12 | Royale Entente Sportive Jamboise              | 1579 | Jambes     | stade communal   | 1960-1961 (3e)  | 6 saisons   | 5e Série B               |
| 13 | Vrij en Vlug Overpelt-Fabriek                 | 2554 | Overpelt   | De Leukens       | 1957-1958 (6e)  | 6 saisons   | 6e Série A               |
| 14 | Union Basse-Sambre Auvelais                   | 4290 | Auvelais   | ??               | 1959-1960 (4e)  | 6 saisons   | 6e Série B               |
| 15 | Royal Stade Waremmien Football Club           | 190  | Waremme    | Edmond Leburton  | 1962-1963 (1er) | 21 saisons  | Promotion - Série C, 1re |
| 16 | Football Club Eendracht Houthalen             | 2402 | Houthalen  | ??               | 1962-1963 (1er) | 1 saison    | Promotion - Série D, 1re |

#### Localisation série B
| \| Tubantia Lyra Boom Willebroek Wezel Overpelt Houthalen DC Louvain Tirlemont Montegnée Seraing Waremme Tongres Jambes Auvelais Arlon \| Localisation des clubs engagés en Division 3B 1962-1963 |
| Tubantia Lyra Boom Willebroek Wezel Overpelt Houthalen DC Louvain Tirlemont Montegnée Seraing Waremme Tongres Jambes Auvelais Arlon                                                               |

## Classements et Résultats
- Le nom des clubs est celui employé à l'époque
- À partir de cette saison, en cas d'égalité de points, la prédominance est donnée « au plus grand nombre de victoires ».

Légende
- Clubs champions et promus en Division 2 la saison suivante
- Clubs relégués en Promotion la saison suivante
- Club disparu en fin de saison (échange de matricules)

Abréviations
 : club relégué de « Division 2 » depuis la saison précédente
 : Clubs promus de « Promotion » depuis la saison précédente

### Classement final - Série A
| Rang | Équipe               | Pts | J  | G  | N  | P  | Bp | Bc | Diff |
| ---- | -------------------- | --- | -- | -- | -- | -- | -- | -- | ---- |
| 1    | K SV WAREGEM         | 45  | 30 | 18 | 9  | 3  | 58 | 32 | +26  |
| 2    | K. FC Vigor Hamme    | 43  | 30 | 17 | 9  | 4  | 57 | 38 | +19  |
| 3    | K. St-Niklaasse SK   | 40  | 30 | 17 | 6  | 7  | 83 | 41 | +42  |
| 4    | VC Zwevegem Sport    | 36  | 30 | 15 | 6  | 9  | 37 | 29 | +8   |
| 5    | R. Racing CB         | 35  | 30 | 14 | 7  | 9  | 75 | 38 | +37  |
| 6    | R. AEC Mons          | 32  | 30 | 12 | 8  | 10 | 41 | 39 | +2   |
| 7    | R. FC Renaisien      | 30  | 30 | 11 | 8  | 11 | 51 | 49 | +2   |
| 8    | K. SK Roeselare      | 26  | 30 | 11 | 4  | 15 | 43 | 63 | -20  |
| 9    | R. RC Tournaisien    | 26  | 30 | 10 | 6  | 14 | 30 | 54 | -24  |
| 10   | R. Uccle Sport       | 26  | 30 | 9  | 8  | 13 | 51 | 54 | -3   |
| 11   | K. SV Sottegem       | 26  | 30 | 9  | 8  | 13 | 41 | 45 | -4   |
| 12   | K. FC Eeklo          | 26  | 30 | 9  | 8  | 13 | 51 | 63 | -12  |
| 13   | R. RC de Gand        | 25  | 30 | 10 | 5  | 15 | 47 | 60 | -13  |
| 14   | FC Waaslandia Burcht | 23  | 30 | 6  | 11 | 13 | 41 | 50 | -9   |
| 15   | R. AA Louvièroise    | 22  | 30 | 8  | 6  | 16 | 40 | 53 | -13  |
| 16   | R. CS Brainois       | 19  | 30 | 7  | 5  | 18 | 26 | 73 | -47  |

#### Résultats des rencontres - Série A
| Résultats (▼dom., ►ext.)                                   | BRA | RCB | BUR | EEK | GAN | HAM | LOU | MON | REN | ROE | NIK | SOT | TOU | UCC | WAR | ZWE |
| R. CS Brainois                                             |     | 0-2 | 1-0 | 1-0 | 1-0 | 0-4 | 2-1 | 4-0 | 2-4 | 1-4 | 0-2 | 3-1 | 1-1 | 1-1 | 0-1 | 2-0 |
| R. Racing CB                                               | 2-2 |     | 3-1 | 1-1 | 4-0 | 1-2 | 4-1 | 0-1 | 7-0 | 6-0 | 4-1 | 6-2 | 0-1 | 5-1 | 1-1 | 1-0 |
| FC Waaslandia Burcht                                       | 2-0 | 2-2 |     | 1-3 | 2-3 | 3-5 | 1-0 | 5-0 | 3-0 | 0-0 | 1-3 | 1-1 | 4-0 | 1-4 | 0-0 | 0-1 |
| K. FC Eeklo                                                | 7-0 | 2-2 | 4-4 |     | 4-2 | 0-0 | 2-2 | 1-3 | 1-3 | 1-3 | 2-3 | 1-1 | 4-1 | 3-1 | 1-1 | 3-2 |
| R. RC de Gand                                              | 5-0 | 0-6 | 4-0 | 5-1 |     | 1-2 | 4-2 | 1-1 | 0-4 | 2-0 | 2-1 | 1-1 | 1-4 | 3-3 | 1-3 | 2-0 |
| K. FC Vigor Hamme                                          | 5-0 | 1-1 | 4-1 | 2-0 | 2-1 |     | 1-0 | 2-0 | 2-0 | 2-0 | 1-1 | 0-1 | 0-0 | 1-1 | 2-1 | 0-0 |
| R. AA Louvièroise                                          | 1-1 | 1-4 | 4-3 | 2-1 | 2-1 | 0-2 |     | 3-2 | 3-3 | 2-0 | 2-1 | 2-0 | 3-1 | 0-1 | 1-2 | 1-3 |
| R. AEC Mons                                                | 3-0 | 1-0 | 0-0 | 1-2 | 5-0 | 1-2 | 2-1 |     | 1-2 | 2-1 | 0-0 | 2-0 | 2-0 | 1-1 | 5-1 | 1-1 |
| R. FC Renaisien                                            | 4-0 | 4-1 | 3-1 | 5-1 | 0-4 | 0-0 | 1-1 | 1-1 |     | 3-1 | 3-1 | 0-1 | 1-1 | 1-1 | 0-2 | 0-1 |
| K. SK Roeselare                                            | 3-1 | 1-0 | 1-0 | 2-3 | 0-0 | 3-2 | 2-1 | 3-1 | 1-5 |     | 4-2 | 0-2 | 1-1 | 3-1 | 2-2 | 0-3 |
| K. St-Niklaasse SK                                         | 6-0 | 4-2 | 0-0 | 6-1 | 3-1 | 2-2 | 1-1 | 3-0 | 1-0 | 6-1 |     | 2-1 | 9-2 | 3-1 | 4-0 | 5-1 |
| K. SV Sottegem                                             | 6-0 | 1-0 | 0-1 | 1-2 | 1-1 | 3-3 | 0-0 | 1-1 | 0-0 | 2-4 | 3-0 |     | 2-0 | 1-2 | 0-2 | 4-0 |
| R. RC Tournaisien                                          | 1-0 | 1-2 | 1-1 | 2-0 | 3-0 | 1-3 | 2-1 | 0-2 | 1-0 | 1-0 | 0-6 | 2-1 |     | 1-0 | 0-1 | 1-1 |
| R. Uccle Sport                                             | 4-2 | 3-6 | 2-2 | 5-0 | 0-2 | 2-4 | 2-1 | 0-1 | 2-2 | 4-0 | 3-5 | 1-1 | 2-0 |     | 1-2 | 2-0 |
| K. SV Waregem                                              | 3-1 | 2-2 | 0-0 | 0-0 | 4-0 | 3-1 | 2-1 | 1-1 | 4-1 | 6-2 | 2-2 | 6-2 | 2-1 | 1-0 |     | 2-0 |
| VC Zwevegem Sport                                          | 0-0 | 1-0 | 1-1 | 1-0 | 1-1 | 1-0 | 2-0 | 3-0 | 4-1 | 1-0 | 1-0 | 3-1 | 4-0 | 1-0 | 0-1 |     |
| - Victoire à domicile - Match nul - Victoire à l'extérieur |     |     |     |     |     |     |     |     |     |     |     |     |     |     |     |     |

#### Résumé
Le club promu du FC Vigor Hamme réalise une saison de toute beauté et occupe longtemps la tête du classement. Malheureusement pour lui, le « matricule 211 » ne réalise qu'un « 1 sur 4 » lors de ses deux derniers matchs et se fait coiffer sur le fil par le SV Waregem. St-Nicolas/Waas, qui descend de Division 2 et l'autre promu de Zwevegem Sport sont longtemps de sérieux candidats au titre mais ils doivent baisser pavillon peu avant la fin.
Au niveau du maintien, le R. CS Brainois fait toute la saison en toute fin de classement et ne peut se sauver, bien que l'écart avec ses rivaux directs n'atteint jamais des proportions énormes. Le RC de Gand et le SK Roeselare sont longtemps menacés mais ils s'en tirent aux dépens de la R. AA Louviéroise qui ne marque que 7 points sur 28 au deuxième tour, avant de gagner sa dernière rencontre alors que son sort est déjà scellé.

### Classement final - Série B
| Rang | Équipe                       | Pts | J  | G  | N  | P  | Bp | Bc | Diff |
| ---- | ---------------------------- | --- | -- | -- | -- | -- | -- | -- | ---- |
| 1    | K. BOOM FC                   | 40  | 30 | 16 | 8  | 6  | 50 | 30 | +20  |
| 2    | R. Stade Waremmien FC        | 37  | 30 | 16 | 5  | 9  | 58 | 46 | +12  |
| 3    | K. Wezel Sport FC            | 37  | 30 | 16 | 5  | 9  | 47 | 40 | +7   |
| 4    | R. Racing FC Montegnée       | 37  | 30 | 13 | 11 | 6  | 58 | 39 | +19  |
| 5    | V&V Overpelt-Fabriek         | 36  | 30 | 17 | 2  | 11 | 68 | 45 | +23  |
| 6    | R. FC Sérésien               | 36  | 30 | 16 | 4  | 10 | 65 | 44 | +21  |
| 7    | K. Lyra                      | 30  | 30 | 11 | 8  | 11 | 49 | 38 | +11  |
| 8    | K. Willebroekse SV           | 30  | 30 | 11 | 8  | 11 | 34 | 46 | -12  |
| 9    | K. Daring Club Leuven        | 27  | 30 | 10 | 7  | 13 | 39 | 43 | -4   |
| 10   | K. Tongerse SV Cercle        | 27  | 30 | 10 | 7  | 13 | 38 | 45 | -7   |
| 11   | R. RC Tirlemont              | 27  | 30 | 10 | 7  | 13 | 30 | 39 | -9   |
| 12   | R. Entente Sportive Jamboise | 26  | 30 | 10 | 6  | 14 | 45 | 51 | -6   |
| 13   | FC Eendracht Houthalen       | 24  | 30 | 7  | 10 | 13 | 29 | 48 | -19  |
| 14   | Union Basse-Sambre Auvelais  | 23  | 30 | 8  | 7  | 15 | 39 | 49 | -10  |
| 15   | R. Jeunesse Arlonaise        | 22  | 30 | 7  | 8  | 15 | 39 | 55 | -16  |
| 16   | K. Tubantia Borgerhout FC    | 21  | 30 | 5  | 11 | 14 | 35 | 65 | -30  |

#### Résultats des rencontres - Série B
| Résultats (▼dom., ►ext.)                                   | ARL | AUV | BOO | TUB | HOU | JAM | DLO | LYR | MON | OVE | SER | TIR | TON | WAR | WEZ | WIL |
| R. Jeunesse Arlonaise                                      |     | 6-2 | 0-1 | 1-1 | 4-1 | 3-0 | 0-0 | 2-0 | 1-1 | 1-2 | 1-1 | 0-1 | 6-1 | 1-1 | 0-1 | 0-0 |
| UBS Auvelais                                               | 1-1 |     | 1-1 | 5-0 | 3-1 | 2-1 | 1-3 | 2-0 | 1-0 | 4-1 | 1-2 | 2-0 | 0-0 | 4-0 | 1-2 | 0-0 |
| K. Boom FC                                                 | 2-0 | 2-0 |     | 9-1 | 3-1 | 1-0 | 2-0 | 2-1 | 0-0 | 4-0 | 0-0 | 1-0 | 1-0 | 0-0 | 1-0 | 0-0 |
| K. Tubantia Borgergout FC                                  | 0-2 | 2-0 | 1-1 |     | 1-1 | 3-3 | 1-1 | 1-1 | 0-0 | 1-1 | 4-2 | 3-0 | 0-0 | 2-3 | 2-0 | 2-3 |
| FC Eendracht Houthalen                                     | 0-0 | 1-1 | 1-1 | 3-0 |     | 2-0 | 0-1 | 0-3 | 2-3 | 1-0 | 0-2 | 0-0 | 3-0 | 1-1 | 2-6 | 0-0 |
| R. Ent. Sp. Jamboise                                       | 6-2 | 3-2 | 1-0 | 1-1 | 4-0 |     | 0-1 | 3-0 | 1-3 | 2-1 | 2-4 | 0-1 | 2-4 | 3-2 | 1-0 | 0-0 |
| K. Daring Club Leuven                                      | 3-0 | 2-0 | 0-2 | 3-1 | 3-0 | 0-3 |     | 1-1 | 0-0 | 2-4 | 2-0 | 0-1 | 0-0 | 1-2 | 0-1 | 3-1 |
| K. Lyra                                                    | 1-0 | 5-1 | 0-1 | 1-2 | 0-2 | 1-1 | 3-3 |     | 3-1 | 1-1 | 2-3 | 4-0 | 1-0 | 1-2 | 1-1 | 5-0 |
| R. Racing FC Montegnée                                     | 3-2 | 4-1 | 4-3 | 2-2 | 4-1 | 1-1 | 4-3 | 1-1 |     | 1-4 | 4-1 | 1-1 | 1-1 | 8-1 | 2-0 | 4-2 |
| V&V Overpelt-Fabriek                                       | 8-0 | 2-0 | 4-2 | 3-1 | 2-4 | 4-2 | 3-1 | 0-3 | 1-2 |     | 5-1 | 2-0 | 1-0 | 1-0 | 5-0 | 1-2 |
| R. FC Sérésien                                             | 3-1 | 1-1 | 5-1 | 7-0 | 3-0 | 3-0 | 5-0 | 2-1 | 1-1 | 2-1 |     | 3-1 | 5-1 | 2-3 | 1-2 | 0-3 |
| R. RC Tirlemont                                            | 4-0 | 2-2 | 2-0 | 1-0 | 1-1 | 0-0 | 0-2 | 2-3 | 0-2 | 0-1 | 2-0 |     | 0-0 | 3-1 | 3-0 | 0-2 |
| K. Tongerse SV Cercle                                      | 4-3 | 1-0 | 1-1 | 4-2 | 0-1 | 3-1 | 1-0 | 0-1 | 2-0 | 3-1 | 1-2 | 2-3 |     | 3-2 | 0-2 | 2-0 |
| R. Stade Waremmien FC                                      | 1-2 | 2-0 | 4-0 | 2-0 | 0-0 | 4-0 | 2-1 | 3-0 | 1-0 | 2-3 | 3-2 | 4-1 | 1-1 |     | 4-2 | 5-0 |
| K. Wezel Sport FC                                          | 3-1 | 2-0 | 2-5 | 3-1 | 0-0 | 2-1 | 2-2 | 0-4 | 0-0 | 3-0 | 1-0 | 3-1 | 3-2 | 3-0 |     | 1-1 |
| K. Willebroekse SV                                         | 3-0 | 2-1 | 1-3 | 2-0 | 2-0 | 1-3 | 3-1 | 1-1 | 2-1 | 0-6 | 0-2 | 0-0 | 2-1 | 1-2 | 0-2 |     |
| - Victoire à domicile - Match nul - Victoire à l'extérieur |     |     |     |     |     |     |     |     |     |     |     |     |     |     |     |     |

#### Résumé
Wezel Sport fait la course en tête en compagnie du Stade Waremme, de retour de « Promotion ». Montegnée et Willebroekse SV sont aussi longtemps bien placés. Mais c'est un cinquième larron qui tire les marrons du feu. Auteur d'un excellent deuxième tour (23 sur 30, dont 16 sur 18 pour terminer), Boom enlève le titre et retrouve la Division 2, quatre ans après en avoir été relégué.
Le Tubantia Borgerhout passe le championnat en fond de classement et malgré un « 7 sur 12 » final ne peut éviter la dernière place. Tongerse SV Cercle fait un bon moment figure de relégué potentiel tout comme le promu de l'Eendracht Houthalen ou encore le Racing Tirlemont. Mais finalement c'est l'UBS Auvelais et la Jeunesse Arlonaise qui se retrouvent plongés le plus intensément dans la lutte contre la descente. Le club luxembourgeois est renvoyé en « Promotion ». Il ne reviendra jamais au 3e niveau avant sa disparition en 2009. Par ailleurs, le « Tubantia » devra patienter près de 30 ans avant de retrouver la « D3 ».

### Désignation du Champion de Division 3
Le titre de « Champion de Division 3 » est attribué après une confrontation aller/retour entre les vainqueurs de chacune des deux séries.
| Dates               | Domicile      | Déplacement   | Résultat | Remarques |
| ------------------- | ------------- | ------------- | -------- | --------- |
| 9 juin 1963         | K. Boom FC    | K. SV Waregem | 5-0      |           |
| 16 mai 1963         | K. SV Waregem | K. Boom FC    | ?-?      |           |
| K. BOOM FC champion |               |               |          |           |

Précisons que ce mini-tournoi n'a qu'une valeur honorifique et n'influe pas sur la montée. Les quatre champions de série sont promus.

## Meilleurs buteurs
- Série A: ?
- Série B: ?

## Récapitulatif de la saison
- Champion A: K. SV Waregem (1er titre en D3)
- Champion B: K. Boom FC (1er titre en D3)
- Vingt-troisième titre de D3 pour la Province d'Anvers
- Quinzième titre de D3 pour la Province de Flandre occidentale

| Région flamande (18)            | Région flamande (18) | Province de Brabant (5)      | Province de Brabant (5) | Région wallonne (9)    | Région wallonne (9) |
| ------------------------------- | -------------------- | ---------------------------- | ----------------------- | ---------------------- | ------------------- |
| Province d'Anvers               | 5                    | Région de Bruxelles-Capitale | 2                       | Province de Hainaut    | 3                   |
| Province de Flandre-Occidentale | 3                    | Province du Brabant flamand  | 2                       | Province de Liège      | 3                   |
| Province de Flandre-Orientale   | 7                    | Province du Brabant wallon   | 1                       | Province de Luxembourg | 1                   |
| Province de Limbourg            | 3                    |                              |                         | Province de Namur      | 2                   |

1. ↑  Au niveau footballistique, la province de Brabant est toujours unitaire malgré sa partition territoriale en 1995.

### Admissions - Relégations
Boom et Waregem sont promus en Division 2, d'où sont relégués OLSE Merksem et THOR Waterschei (Les « Thorians » qui ont terminé 2e et pensent monter en D1, sont finalement relégués pour « falsification de compétition » Voir : Division 2 « 62-63 »).
La Jeunesse Arlonaise, Tubantia, le CS Brainois et La Louvière sont renvoyés en Promotion, d'où sont promus Beveren-Waas, le Verbroedering Mechelen-aan-de-Maas, le Stade Mouscronnois, R. FC La Rhodienne et le Voorwaarts Tienen.
- Précision que Mechelen-aan-de-Maas est promu car le champion de sa série, Hasseltse VV, est sanctionné pour « tentative de corruption » et renvoyé en P1 limbourgeoise.
- Notons aussi que La Rhodienne monte par hasard, en héritant du « matricule 6 » du Racing de Bruxelles (voir ci-après Échange de matricules - Fusion - Changement d'appellation).

## Débuts en D3
Deux clubs évoluent pour la première fois de leur Histoire au 3e niveau du football belge. Ils portent à 211 le nombre de clubs différents ayant joué à ce niveau.
- FC Eendracht Houthalen est les 21e club limbourgeois différent à jouer à ce niveau.
- VC Zvevegem est le 19e club flandrien occidental différent à jouer à ce niveau.

## Échange de matricule - Fusion - Changement d'appellation
À la fin de la saison, des tractations entamées depuis longtemps aboutissent. Elles concernent un rapprochement entre deux anciens clubs bruxellois: le Racing de Bruxelles et le White Star AC.
Plusieurs fois évoquée mais ajournée dans les années précédentes, le mariage Racing+White Star se déroule en « trois étapes » du 21 au 23 juin 1963: un échange de matricule, une fusion et un changement de dénomination.

### Échange de matricules
Bien qu'en proie a de sérieuses difficultés financières depuis plusieurs saisons, le Racing CB hésite longuement à répondre favorablement à la proposition de fusionner avec le White Star. Parmi les causes des hésitations, il y a le souci des « Racingmen » de protéger leur matricule: le no 6, glorieux numéro honoré de six titres de champion de Belgique et d'une Coupe de Belgique.
Un article du règlement en vigueur à l'époque apporte la solution. Le 21 juin 1963, le R. Racing CB échange son matricule avec celui du R. FC La Rhodienne, un club qui, porteur du « matricule 1274 », évolue, à cette époque, en Promotion.
Ayant hérité du matricule 6, le R. FC La Rhodienne se retrouve en Division 3.

### Fusion
Désormais porteur du « matricule 1274 », le Royal Racing Club de Bruxelles accepte la fusion, plusieurs fois ajournée par le passé, et s'unit, le 22 juin 1963, avec le Royal White Star Athletic Club. L'entité formée garde le « matricule 47 » du « White Star » et prend le nom de Royal Racing White. Le « matricule 1274 » est peu après radié par l'URBSFA.

### Changement d'appellation
Le 20 juin 1963, dernier élément de la fusion  Racing+White Star, le «  matricule 1274 », change sa dénomination officielle et devient le  K. Sporting Sint-Genesius Rode, puis le 22 juin 1963 prend la dénomination de R. Racing Club de Bruxelles et le 23 juin 1963, celui-ci désormais club de Promotion, à la suite de l'échange effectué, demande sa rétrogradation d'office en séries provinciales brabançonnes.
Le 15 juillet 1965, le matricule 1274 est "démissionné" des registres de l'URBSFA.